# San Fernando del Valle de Catamarca
San Fernando del Valle de Catamarca (ofta benämnd Catamarca) är en stad i nordvästra Argentina och huvudstad i provinsen Catamarca. Staden har en befolkning på 141000 och omfattar med förstäder drygt 70 procent av provinsens invånare.

## Historia

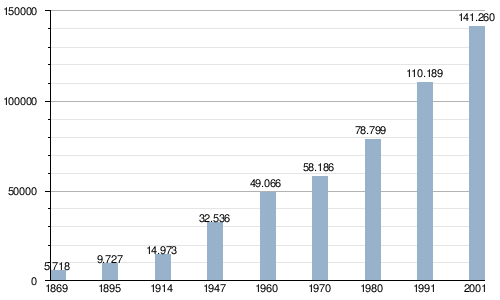
Befolkningsutvecklingen i staden. Sedan 1970 har befolkningen mer än fördubblats.

Den första europeiska bosättningen på platsen skedde 1588, vilket gör staden till en av Argentinas äldsta städer. En permanent bosättning på platsen skedde dock inte förrän 1653. Namnet Catamarca kommer från Quechua och betyder ungefär fästning i en backe.
Staden hade 8 000 invånare 1882 och nåddes 1888 av järnvägen. Regionen förblev fattig långt in på 1900-talet och dominerades länge av en familj, Saadi-familjen som inte förlorade sin makt förrän på 1990-talet. Regionen är fortfarande fattig jämfört med resten av Argentina.
Under efterkrigstiden har stadens befolkning ökat kraftigt, speciellt under 1980- och 90-talet.

## Ekonomi
Jordbruk är den dominerande ekonomiska sektorn i området, runt omkring staden produceras frukt och druvor och det finns en betydande vinproduktion. Det torra klimatet gör konstbevattning nödvändig. Det finns också bomullsodlingar och boskapsskötsel.

## Turism
Catamarca är provinsens turistcentrum, och staden har bevarade exempel på kolonial arkitektur och fungerar också som utgångspunkt för besökare till kringliggande områden. Många pilgrimer besöker Catedral Basílica Nuestra Señora del Valle från 1694.

## Bilder

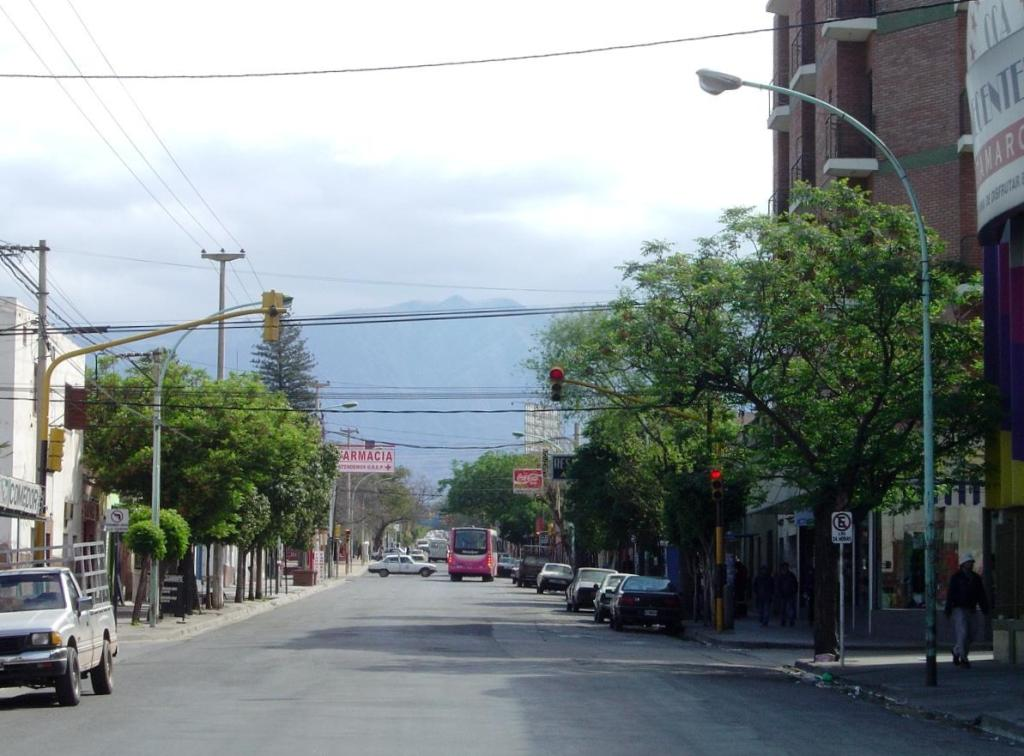
Avenida Guemes
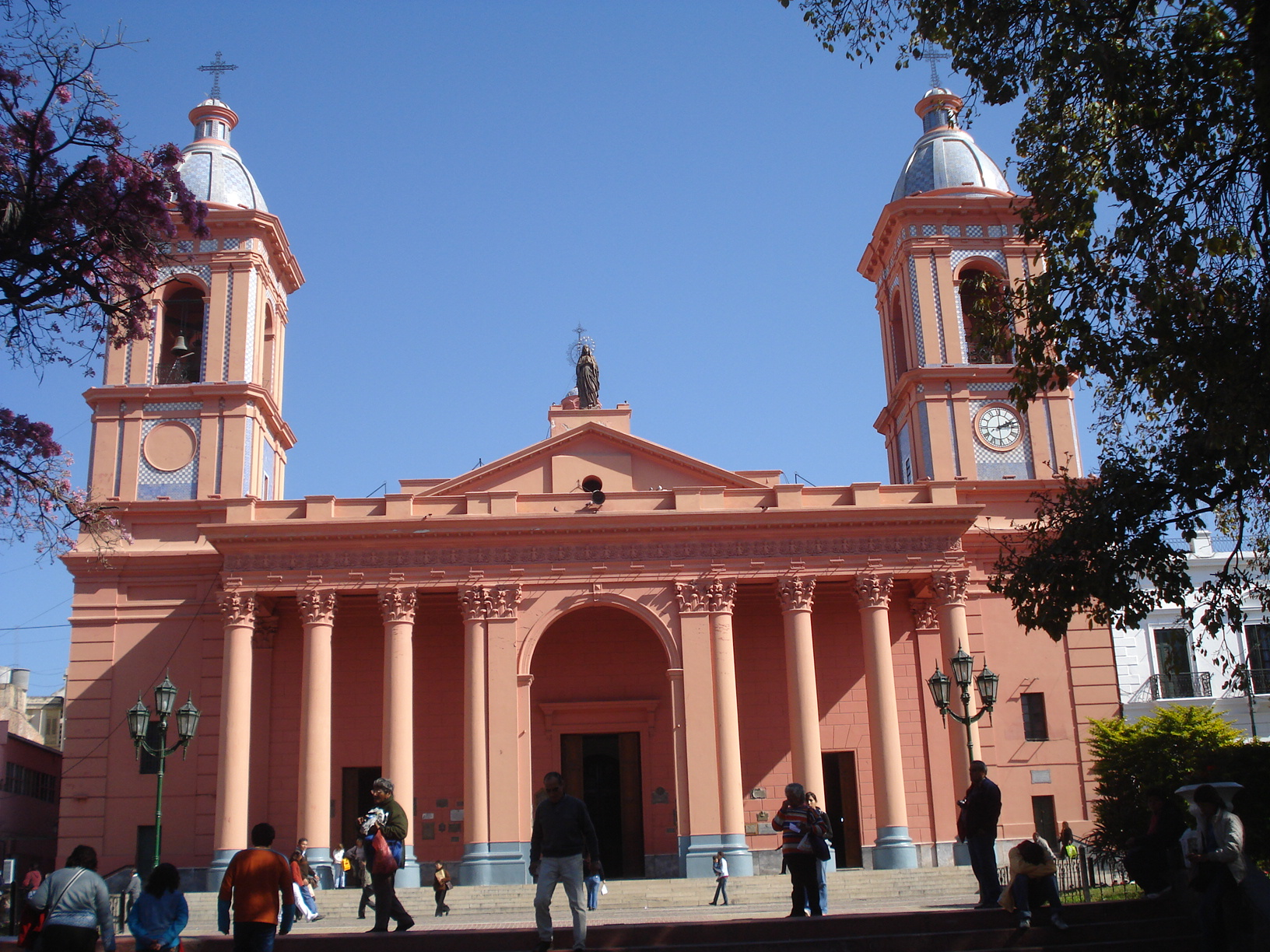
Catedral Basílica Nuestra Señora del Valle
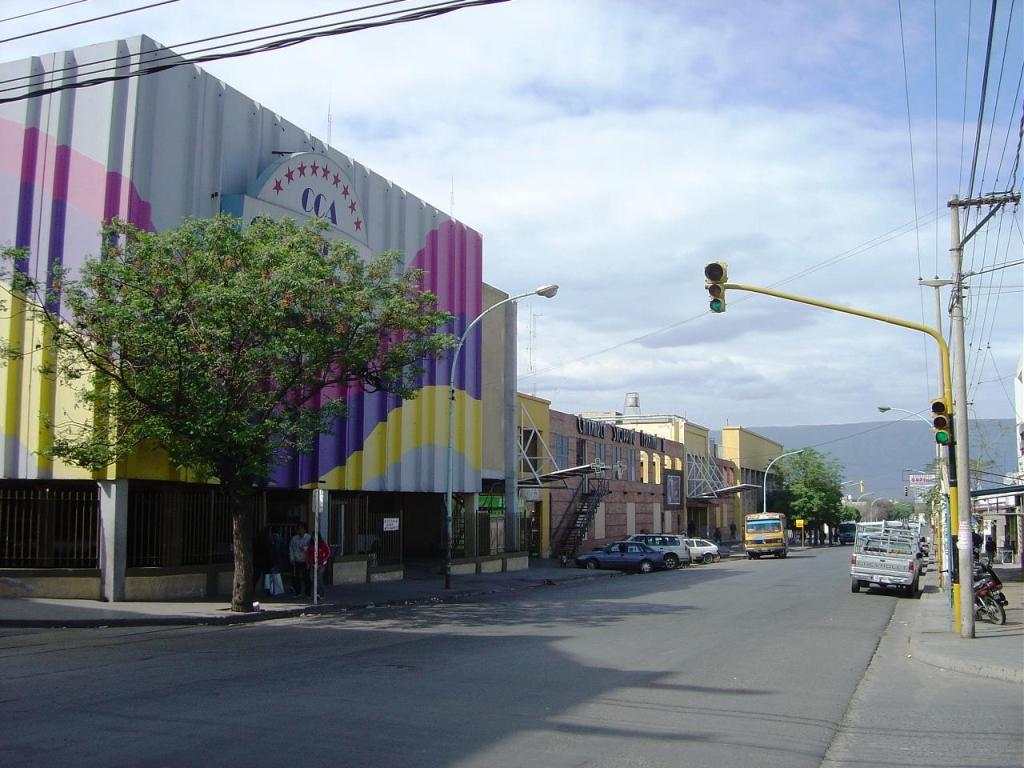
Bussterminalen